# Вармбоккевельд
Вармбоккевельд — гірська долина в горах Західного Кейпу, Південна Африка. Територія долини обмежена горами річки Хекс на півдні та Скурвеберг на заході  та Вабу на півночі. 

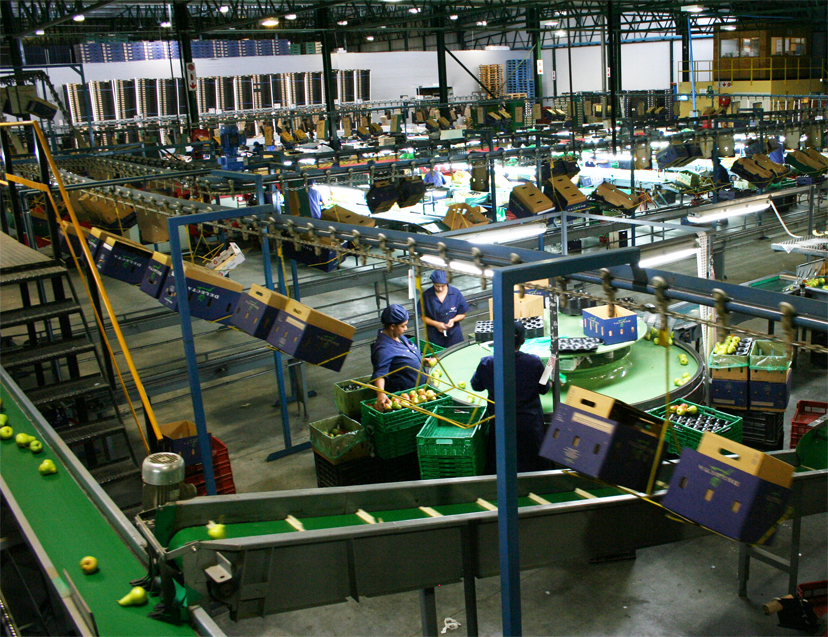
Цех на консервній фабриці Церери.

В долині розташовано місто Церера, адміністративний та економічний центр місцевого муніципалітету Вітценберг, та Принц-Альфред-Гамлет.
Вармбоккевельд  має родючі ґрунти, на яких  вирощують фрукти та виноград. В Церере працює найбільша консервна  фабрика з виробництва фруктового соку у південній півкулі.
По долині проходить муніципальний автошлях, який з’єднує Цереру з Гансбай через Вустер, Ботрів’єр і Германус. Дороги проходять через гірські перевали:  Гідо, Мішель,Кароопорт,Теронсберг. У долині бере початок річка Бріде.